# Есек'єль Авіла
Луїс Есек'єль Авіла (ісп. Luis Ezequiel Ávila; 6 лютого 1994 року, Росаріо) — аргентинський футболіст, півзахисник іспанського клубу «Реал Бетіс».

## Кар'єра
Есек'єль Авіла починав займатися футболом в аргентинському клубі «Тіро Федераль», за який він виступав у Прімері B Насьйональ, а потім і в Торнео Архентіно A.
На початку лютого 2015 року Авіла перейшов до клубу аргентинської Прімери А «Сан-Лоренсо». 19 квітня того ж року він дебютував у головній аргентинській лізі, вийшовши на заміну в гостьовому матчі з «Альдосіві». 25 березня 2017 року Есек'єль Авіла забив свій перший гол на найвищому рівні, відзначившись наприкінці домашнього поєдинку проти «Кільмеса».
У середині 2017 року аргентинець на правах оренди став футболістом команди іспанської Сегунди «Уеска», за яку відіграв два сезони. Влітку 2019 року приєднався до «Осасуни».
1 лютого 2024 року Авіла підписав контракт на три з половиною роки з іншою командою іспанського вищого дивізіону, «Реал Бетіс».